# 梅賽德絲·麥坎布雷奇
卡洛塔·梅賽德絲·艾格妮絲·麥坎布雷奇（英語：Carlotta Mercedes Agnes McCambridge，1916年3月16日—2004年3月2日）是一名美國女演員，曾獲得金球獎最佳電影女配角、奧斯卡最佳女配角獎。